# Peter Schmidt (Politiker)
Peter D. Schmidt (* 10. Oktober 1945 in Lübeck) ist ein Hamburger Politiker der CDU und war Mitglied der Hamburgischen Bürgerschaft.

## Leben
Peter D. Schmidt war nach dem Abitur an der Sankt Ansgar Schule in Hamburg  von 1966 bis 1968 Soldat auf Zeit bei der Bundeswehr bei der Panzerbrigade 8 in Lüneburg, zuletzt im Rang eines Leutnants der Panzergrenadiere. Danach studierte er Rechtswissenschaft an der Universität Hamburg. Einige Jahre studentisches Mitglied des Fachschaftsrates. Er war Stipendiat der Konrad-Adenauer-Stiftung und arbeitete u. a. als Geschäftsführer und Medienberater. Er war von 1973 bis 2012 Vorsitzender des CDU-Ortsverbandes Sülldorf/Iserbrook und von 2013 bis 2020 Vorsitzender des CDU-Ortsverbandes Hamburg-Nienstedten. Er wurde 1974 in die Bezirksversammlung Altona gewählt, legte das Mandat aber nach einigen Wochen wegen der gleichzeitigen Wahl in die Hamburgische Bürgerschaft nieder. Dieser gehörte er bis 1993 an. Dort war er für seine Fraktion unter anderem im Ausschuss für Wissenschaft und Kunst, später für Wissenschaft und Forschung, im Haushaltsausschuss, Gesundheitsausschuss, im Verkehrsausschuss und im Parlamentarischen Untersuchungsausschuss Georgswerder. Fachsprecher der CDU-Fraktion für Forschung und Technologie, für Standort-Fragen und für Europa und Internationale Beziehungen. Im Anschluss 1993–1997 Mitglied der Deputation der Kulturbehörde der Freien und Hansestadt Hamburg.
- Während der Schulzeit (1958.1966) am von Jesuiten geführtem Gymnasium Mitglied des katholischen Jugendverbandes Neu Deutschland und am Ende Gruppenführer.
- Eintritt in die Junge Union 1964, 1969 Bezirksvorsitzender JU Blankenese, 1970–1977 Kreisvorsitzender der JU Altona/Elbvororte und Mitglied des JU Landesvorstandes Hamburg, Mitglied des CDU-Landesvorstandes von 1972–1996, zuständig für Wissenschaftspolitik und Medienpolitik.
- 1994–1996 Geschäftsführender Landesvorstand der CDU
- 1974–1990 Leitung  des CDU-Landesarbeitskreises für Wissenschaft und Forschung
- 1982–1986 Mitglied des CDU-Bundesfachausschusses für Forschung und Technologie
- 1986–1993 Mitglied des Beraterkreises der B-Länder beim Bundesforschungsminister
- 1990 Organisation von 350 Einsätzen des CDU-Kreisverbands Hamburg – Altona/Elbvororte zur Unterstützung der Ost-CDU und des Demokratischen Aufbruchs im Wahlkampf zur letzten und einzigen demokratischen Volkskammerwahl am 18. März. Davon 75 eigene Rednereinsätze in Stadt und Bezirk Güstrow.
- Mai 1990 Engagement auf Bitte des SED-Direktors, der sich an die CDU wandte, in Sachen Rettung der Barlach-Sammlung im Atelier Güstrow und der Gertruden -Kapelle, nachdem Japan schon für eine Figur 46 Mill. Dollar anbot. Das Angebot fiel in die Zeit vor der Wiedervereinigung und man fürchtete den Totalausverkauf zumal die Regierung in Ostberlin anderen Problemen ausgesetzt war. Schmidt  gelang es Medienvertreter aus Westdeutschland per Bus nach Güstrow zu bringen. Nationale Aufmerksamkeit auch wegen eines Beitrags im ZDF. Das führte dazu, dass die Erben, die erst nach der Wiedervereinigung über das Erbe verfügen konnten, den Medien versicherten, das Erbe nicht an den Markt zu Verkauf bringen zu wollen. Nach der Wiedervereinigung konnte die Bundesrepublik und der Kulturbund der Länder die Sammlung erwerben und für Güstrow sichern.
- 1991–1993 politische Beratung in Hamburgs Partnerstadt Dresden.
- 1990 bis 1993 Ehrengast bei den Neuberger Kulturtagen unter Leitung von Stefan Vladar in Neuberg an der Mürz/Steiermark. Empfänge beim Landeshauptmann der Steiermark. Treffen und Gedankenaustausch mit Künstlern wie der Schauspielerin Andrea Jonasson und der Sopranistin Gundula Janowitz.
- 1993 Einladung zum Literaturfestival Steirischer Herbst, das unter dem Zeichen des Schriftstellers Peter Rosegger stand. Eingeladen zu einer Podiumsdiskussion als ehemaliger Schüler der von Jesuiten geleiteten St. Ansgar Schule in Hamburg, wo Roseggers Werke (besonders sein Buch "Als ich noch der Waldbauernbub war") im Deutschunterricht behandelt wurde.
- 1992 Mitglied der Hamburger Delegation bei der 2. Ostsee-Parlamentarier Konferenz in Oslo; Im Storting (Parlamentssaal) Redner für Hamburg zum Thema „Der Ostsee-Raum als Kulturraum“.
- 1992 Gründung der Hanse-Brücke Hamburgische Gesellschaft zur Pflege von Städtepartnerschaften e. V. zur Organisation humanitärer Hilfe und politische Beratung in St. Petersburg (1992–1996). Schwerpunktmäßig für den Wassiljew-Distrikt. Die Basilius-Insel mit den Hochschulen und der früheren Börse war einst das Zentrum der Deutschen unter der Zarenherrschaft. Stalin verbannte 150000 deutsche Bewohner nach Syrien. Unterstützt wurde Peter D. Schmidt die Jahre vom Außenministerium und Außenminister Genscher, nachdem sich Schmidt im Sommer 1991 öffentlich hinter Gorbatschow beim Putsch gestellt hat und die Ablösung des sowjetischen Generalkonsuls in Hamburg gefordert hat, der sich spontan hinter die Putschisten stellte.
- 1997 Gründung der Bürgerinitiative Hamburger Aufschrei für Zivilcourage gegen Gewalt im öffentlichen Raum. Bundesweite Reaktion in den Medien-
- 2008–2012 Vorsitzender der Lichtwark-Gesellschaft sowie letzter Präsident des Künstlerclubs Die Insel
- seit 2003 Mitglied und Sprecher sowie seit 2013 Mitglied des Vorstandes der Hamburger Autorenvereinigung
- Einsatz für die Benennung des Platzes vor der einstigen Firmenzentrale des Axel-Springer-Verlags in Axel-Springer-Platz
- bis 2003: Einsatz zur Umbenennung des Blankeneser Bahnhofplatzes in Erik-Blumenfeld-Platz
- von 2014 bis 2023 Mitglied der Jury des Kulturpreises des Kreises Pinneberg (heute: Drostei-Preis)
- seit 2015 Mitglied der Jury des Walter-Kempowski-Literaturpreises
- seit 2016 Mitglied der Jury des Hannelore-Greve-Literaturpreises
- seit 2017 Mitglied der Jury des Wolfgang-Klähn-Preis
- seit Mai 2024 Referent für Öffentlichkeitsarbeit der Hamburgischen Stiftung für Wissenschaften, Entwicklung und Kultur, Helmut und Hannelore Greve
- Hinnerk Fock: Bürgerschaft der Freien und Hansestadt Hamburg, 14. Wahlperiode. Hamburg 1992.